# Шишкино (Алтайский край)
Ши́шкино — село в Тальменском районе Алтайского края России. Административный центр Шишкинского сельсовета.

## История
Основано в 1705 году. В 1928 году деревня Шишкина состояла из 110 хозяйств. В административном отношении являлось центром Шишкинского сельсовета Тальменского района Барнаульского округа Сибирского края.

## Население
| 1926 | 1997 | 1998 | 1999 | 2000 | 2001 | 2002 | 2003 | 2004 |
| ---- | ---- | ---- | ---- | ---- | ---- | ---- | ---- | ---- |
| 598  | ↘582 | ↗585 | ↗595 | ↘593 | ↘574 | ↘570 | ↘557 | ↘542 |
| 2005 | 2006 | 2007 | 2008 | 2009 | 2010 | 2011 | 2012 | 2013 |
| ↗550 | ↘549 | ↘534 | ↘521 | ↘508 | ↘456 | ↘452 | ↘438 | ↘430 |

Национальный состав
В 1928 году основное население — мордва.
Согласно результатам переписи 2002 года, в национальной структуре населения русские составляли 90 %.